# Den Balmerd
Den Balmerd is een woonwijk in Beuningen (Gelderland). Den Balmerd is gebouwd
in 1998 en is een woonwijk met moderne woonhuizen. Er staan ongeveer 400 woningen.

## Straten
- De Balmerd
- Zanddonk
- Veendonk
- Stoldonk
- Zaveldonk
- Leemdonk
- Veendonk
- Kleidonk
- Oerdonk